# Anthaxia magnanii
Anthaxia magnanii es una especie de escarabajo del género Anthaxia, familia Buprestidae. Fue descrita científicamente por Baiocchi en 2011.